# DMB 플러스
DMB 플러스는 SBS V-Radio에서 방송했던 라디오 프로그램이다.
2006년 5월 1일에 첫방송을 시작해 역대로 시간대와 DJ가 변경되어 방송됐으나 2008년 3월 30일 방송을 마지막으로 폐지되었다.

## 역대 방송시간
| 방송 채널   | 방송 기간                         | 방송 시간                       |
| ----------- | --------------------------------- | ------------------------------- |
| SBS V-Radio | 2006년 5월 1일 ~ 2006년 11월 4일  | 월~토요일 오후 4:00 ~ 저녁 6:00 |
| SBS V-Radio | 2006년 11월 6일 ~ 2007년 4월 15일 | 매일 아침 9:00 ~ 오전 11:00     |
| SBS V-Radio | 2007년 4월 16일 ~ 2008년 3월 30일 | 매일 아침 9:00 ~ 오전 10:00     |

## 역대 DJ
- 2006년 5월 1일 ~ 2006년 11월 3일 : 김일중 아나운서
- 2006년 11월 6일 ~ 2007년 4월 15일 : 윤소영 아나운서
- 2007년 4월 16일 ~ 2007년 11월 4일 : 김주희 아나운서
- 2007년 11월 5일 ~ 2008년 3월 30일 : 윤영미 아나운서